# ダリオ・マルコリン
ダリオ・マルコリン（Dario Marcolin, 1971年10月28日 - ）は、イタリア・ブレシア出身の元サッカー選手。

## 経歴
1992-93シーズンから期待の若手選手としてSSラツィオに移籍、長年在籍したが、カリアリ、ジェノアにレンタルされるなど、出場機会は多くなかった。1994-95シーズンにレンタルで在籍したジェノアではセリエB落ちも経験した。1998-99シーズンにもレンタルで当時プレミアリーグのブラックバーンでプレーした。2003-04シーズンにはナポリでキャプテンを務めていた。
イタリアオリンピック代表として、1992年のバルセロナオリンピックに出場した。

## タイトル
ラツィオ
- セリエA：1999-2000
- コッパ・イタリア : 1997-98, 1999-2000
- スーペルコッパ・イタリアーナ : 1999
- UEFAスーパーカップ : 1999

U-21サッカーイタリア代表
- UEFA U-21欧州選手権 : 1992, 1994